# Harold Leavitt
Harold Jack Leavitt (ur. 14 stycznia 1922 w Lynn w stanie Massachusetts, zm. 8 grudnia 2007 w Pasadenie) – amerykański psycholog zarządzania. Zajmował się analizą schematów interakcji oraz komunikacji w grupach, a także zakłóceniami w komunikacji. Badał cechy charakterystyczne osobowości liderów. Wyróżnił on trzy typy menedżerów:
- menedżer typu 1
- menedżer typu 2
- menedżer typu 3

Menedżer typu 1 jest wizjonerem i charyzmatycznym przywódcą. Cechuje go oryginalność, błyskotliwość i bezkompromisowość. Często jest też ekscentryczny. Dąży on do zerwania ze status quo i wkroczenia na nową drogę. Historycznymi przykładami tego typu liderów byli Ghandi, Hitler, Gladstone czy ajatollah Chomeini.
Menedżer typu 2 jest zdecydowanym racjonalistą, analitykiem, trzyma się faktów, które ceni zwłaszcza kiedy są przedstawione za pomocą liczb. Jest systematyczny i potrafi skutecznie kontrolować. Przykładami tego typu są Clement Attlee, Robert Peel czy Jimmy Carter.
Menedżer typu 3 to pragmatyk, wykonawca założonych planów, umiejętnie rozwiązujący trudności. Liderzy tego typu zazwyczaj nie wykazują się wizjonerstwem. Dążą do podporządkowania ludzi swojej woli. Przykłady historyczne: Bismarck, Lenin, Stalin, Lyndon B. Johnson.
Ujmując to w skrócie, można powiedzieć, że menedżer typu 1 wyróżnia się wizjonerstwem, menedżer typu 2 stosowaniem kalkulacji, zaś menedżer typu 3 efektywnością w działaniu.

## Dzieła
- Managerial Psychology. Éditions University of Cahicago Press, Chicago-London, 1975,
- Corporate Pathfinders. Homewood, Ill. Dow Jones-Irwin 1986
- Harold J. Leavitt, Jean Lipman-Blumen: Hot Groups. Oxford University Press 1999, ISBN 0-19-512686-6